# Lanius collurioides
El alcaudón birmano (Lanius collurioides) es una especie de ave paseriforme perteneciente a la familia de los alcaudones (Laniidae). Se distribuye por China y  Vietnam.

## Subespecies
- Lanius collurioides collurioides
- Lanius collurioides nigricapillus